# Gustavo de Maeztu
Pour les articles homonymes, voir Maeztu (homonymie).
Gustavo de Maeztu y Whitney, né à Vitoria le 30 août 1887 et mort à Estella-Lizarra le 9 février 1947, est un peintre et écrivain espagnol.
Il est le fils de l'enseignante féministe Juana Whitney et le frère de l'écrivain Ramiro de Maeztu et de la pédagogue María de Maeztu.

## Biographie

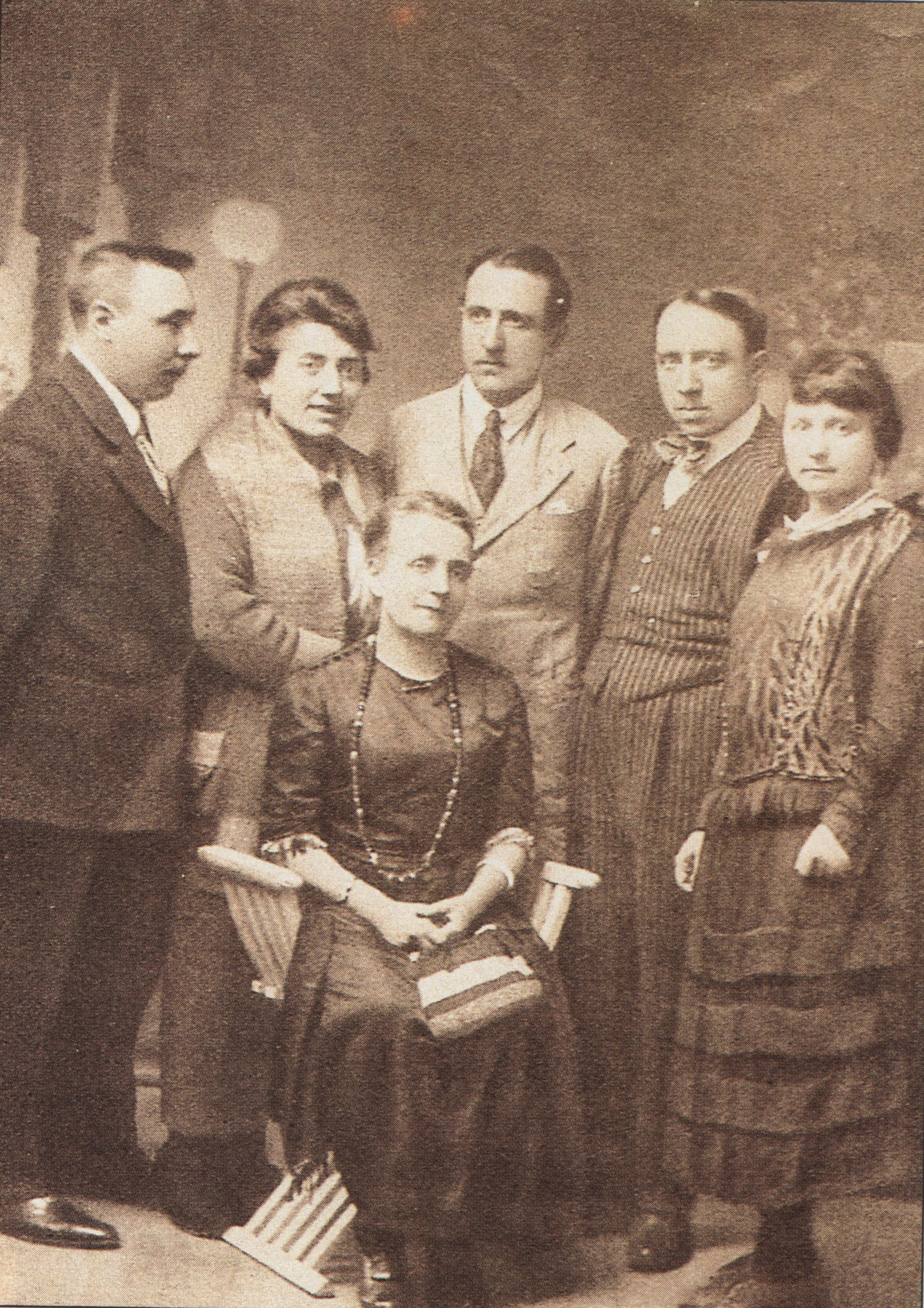
Gustavo (à gauche), avec ses sœurs et frères Ángela, Ramiro, Miguel et Maria de Maeztu, entourant leur mère Juana Whitney.

Gustavo de Maeztu étudie d'abord en Biscaye, puis se rend, jeune à Paris, en compagnie du sculpteur Francisco Durrio de Madrón, du peintre Ignacio Zuloaga et de l'écrivain Tomás Meabe. Il y rencontre Pablo Picasso. Lors de ses nombreuses visites au Musée du Louvre, il découvre les œuvres de Francisco de Herrera le Vieux, de Zurbarán, du Greco, de Velázquez et de José de Ribera.
Il revient en Espagne en 1908 et s'installe à Bilbao avec son ami le peintre José Arrue.
Tous deux s'impliquent dans la création du journal El Coitao, avec l'aide Miguel de Unamuno, Ramón Basterra, Juan de la Encina, Tomás Meabe et José María Salaverría.

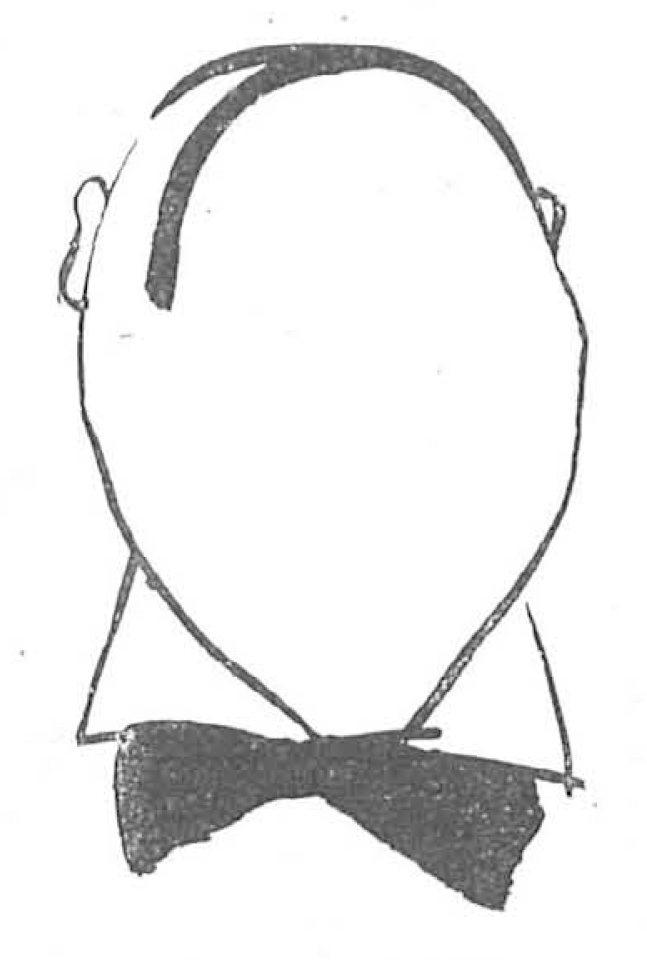
Gustavo de Maeztu, caricaturé par Francisco Sancha dans la revue Nuevo Mundo (1920).

Avec José Arrue, il passe la Semaine Sainte et la Feria de Abril à Séville. Ils retrouvent le peintre argentin Pablo Arriarán qu'ils ont connu à Paris, ainsi que les frères Manuel et José Gutiérrez Solana et Ricardo Baroja. Enchantés par l'ambiance de la ville, Gustavo de Maetzu, Pablo Arriarán et José Arrue louent une chambre dans le quartier de Triana, face à la Torre del Oro et y vivent quelques mois.
En 1909, l'Espagne est bouleversée par la Semaine tragique. Gustavo quitte l'Espagne et s'installe avec Tomás Moabe dans le village de Saint-Jean-le-Vieux, au pays basque français, pour peindre, mais aussi développer son écriture qui donne lieu, plus tard, à trois romans.
En 1910, il fonde avec ses collègues l'Association des artistes basques qui, pendant vingt-cinq ans, fait la promotion de ces jeunes artistes à l'extérieur.
En 1913, il joue dans le film de Benito Perojo Fulano de tal se enamora de Manón, avec Consuelo Torres dans le rôle de Manón.
En 1914 a lieu sa première exposition individuelle à Barcelone, première d'une longue série qui l'emmène dans toute l'Europe.
En 1935 la Députation forale de Navarre lui commande les peintures murales du nouveau Salon des Séances du Palais de Navarre de Pampelune. Il les termine en mai 1936. En juin, il rejoint sa mère Juana Whitney dans la résidence d'été des Maeztu, à Estella, lorsqu'éclate la guerre d'Espagne qui déchire la famille.
Son frère Ramiro est fusillé le 12 juillet. Sa sœur Maria, qui dirige la Residencia de Señoritas à Madrid, est contrainte à l'exil. Sa mère doit abandonner l'Académie Maeztu qu'elle dirige à Bilbao. Il doit se réfugier dans la maison d'Estella-Lizarra avec sa mère, et y demeure jusqu'à sa mort le 9 février 1947, deux après le décès de celle-ci.

## Expositions principales
- 1914 : Barcelone, Galeries Dalmau
- 1921 : Londres, Walker's Gallery
- 1922 : Paris, Maison Devambez

## Collections
- Musée Gustavo de Maetzu[8], à Estella-Lizarra, dans le Palais des Rois de Navarre[9];
- Musée des Beaux-Arts d'Alava, à Vitoria-Gasteiz[10];
- Musée des Beaux-Arts de Bilbao[11];
- Musée national centre d'art Reina Sofia, à Madrid[12].